# 柏戸宗五郎 (1881年生)
柏戸 宗五郎（かしわど そうごろう、1881年10月10日 - 1946年8月13日）は、現在の新潟県上越市出身で伊勢ノ海部屋に所属した力士。本名は伊勢ノ海 富太郎（旧姓江口）。9代伊勢ノ海。189cm、116kg。最高位は東小結。

## 経歴
日露戦争で勲功があり、従軍中に知合った伊勢ノ海部屋の力士から角界入りを勧誘され、1907年1月幕下付出で初土俵。1909年6月十両昇進、1910年1月には入幕し、1914年1月に小結に昇進した。しかし心臓病の為に全休し、以後は振るわなかった。すでに師匠が亡くなり二枚鑑札となっており、1918年5月引退し年寄稼業に専念することになった。師匠としては藤ノ川雷五郎などを育てたが、1933年1月場所後錦島部屋に弟子を預け、一時部屋を閉じた。だが1942年1月場所後、後継者として春日山部屋の幕内藤ノ川秀剛を譲り受けた。協会内では勝負検査役、理事の要職を務めた。

## 成績
- 幕内16場所41勝29敗77休13分預
- 通算24場所

### 場所別成績
| 1907年 （明治40年） | 幕下付出 –              | 東幕下37枚目 –           |
| 1908年 （明治41年） | 東幕下31枚目 –          | 東幕下6枚目 –            |
| 1909年 （明治42年） | 西幕下7枚目 –           | 西十両4枚目 優勝 6–1     |
| 1910年 （明治43年） | 西前頭11枚目 2–3–3 2分  | 西前頭13枚目 0–0–10      |
| 1911年 （明治44年） | 東十両筆頭 1–3          | 東十両8枚目 4–2          |
| 1912年 （明治45年） | 東前頭18枚目 3–5 2分    | 西前頭17枚目 7–1 2分     |
| 1913年 （大正2年） | 西前頭2枚目 2–2–6       | 東前頭8枚目 7–1–1 1分    |
| 1914年 （大正3年） | 東小結 0–0–10           | 西前頭4枚目 0–0–10       |
| 1915年 （大正4年） | 西前頭10枚目 1–1–8      | 東前頭17枚目 4–2–4       |
| 1916年 （大正5年） | 西前頭14枚目 3–4 1分2預 | 西前頭16枚目 5–4 1分     |
| 1917年 （大正6年） | 東前頭13枚目 1–0–9      | 東前頭16枚目 5–4 1預     |
| 1918年 （大正7年） | 西前頭8枚目 1–2–6 1預   | 西前頭16枚目 引退 0–0–10 |
| 各欄の数字は、「勝ち-負け-休場」を示す。 優勝 引退 休場 十両 幕下 三賞：敢=敢闘賞、殊=殊勲賞、技=技能賞 その他：★=金星 番付階級：幕内 - 十両 - 幕下 - 三段目 - 序二段 - 序ノ口 幕内序列：横綱 - 大関 - 関脇 - 小結 - 前頭（「#数字」は各位内の序列） |                         |                          |

- 幕下以下の地位は小島貞二コレクションの番付実物画像による。

## 改名
八國山→柏戸